# Giorgio Vale
Giorgio Vale (Rome, 22 octobre 1961 - Rome, 5 mai 1982) était un militant d'extrême droite italien auparavant à Terza Posizione puis dans le groupe d'inspiration néo-fasciste Noyaux armés révolutionnaires.
Il a commencé son militantisme politique dans le mouvement de jeunesse Lotta Studentesca, en poursuivant ensuite le militantisme à Terza Posizione, évolution du groupe précédent. L’amitié, l’estime mutuelle et le but commun avec le militant néo-fasciste Valerio Fioravanti le mèneront à la lutte armée dans les NAR, en pleine années de plomb, où des groupes armés d'extrême gauche et d'extrême droite se développent, les NAR, une organisation qui le verra protagoniste d’une saison de violence qui ne s’achève que par sa mort, survenue au cours d’un conflit avec la police, le 5 mai 1982 à Rome.

## Biographie

### À Terza Posizione
Mulâtre, du fait que son père était érythréen, de ses cheveux noirs crépus et de son teint olive, a commencé à s’engager politiquement dans le militantisme de la place au sein du mouvement Lotta Studentesca, pour ensuite devenir le lieutenant de Roberto Nistri et, après son arrestation, Décembre 1979, prend sa place à la tête des unités d’exploitation de TP. Au cours de ces années, il a été arrêté et identifié à plusieurs reprises lors de tracts, de patrouilles et de piquets de grève et a été arrêté une fois pour une bagarre. Lorsqu'il devient responsable de la Terza Posizione, il augmente le financement illégal avec des vols, évitant ainsi le contrôle de leaders comme Fiore et Adinolfi.

### De TP aux NAR
Attiré par la lutte armée des NAR de Valerio Fioravanti, il a commencé à vivre son double militantisme dans les deux organisations pour trouver sa propre réalisation sous différentes formes, même simultanément. À partir de janvier 1980, il commence à manifester de plus en plus d'impatience face au manque de pragmatisme et au manque de détermination de l'action de TP. Il vient, aux côtés de Luigi Ciavardini et Stefano Soderini, de plus en plus impliqué organiquement dans les actions du groupe, grâce également à la conviction de Fioravanti que, de son côté, il tente de plus en plus d'éliminer les jeunes militants de la direction (à son avis) instrumentale et utilitaire de Roberto Fiore et Gabriele Adinolfi, les accusant de lâcheté et d’envoyer de jeunes militants dans le désarroi et de commettre des crimes pour financer le mouvement, puis s’échapper à l’étranger avec le caissier, allégation qui ne fût jamais fondée.
Dans ce contexte, la première action dans laquelle il est personnellement impliqué dans les NAR a lieu le 6 février 1980 lorsque, conjointement avec Fioravanti, il tue avec une mitrailleuse M.12, le policier Maurizio Arnesano alors qu'il est de garde devant l'ambassade libanaise.
Le 28 mai 1980, avec Valerio Fioravanti, Francesca Mambro et Luigi Ciavardini, avec Gilberto Cavallini, Mario Rossi et Gabriele De Francisci participant à la couverture, ils ont tué le policier Franco Evangelista; Le but du commando était de désarmer une patrouille de policiers devant le lycée romain Giulio Cesare, mais la réaction des policiers a déclenché un échange de coups de feu qui a entraîné la mort d'Evangelista et le meurtre de deux autres agents. Le 9 septembre 1980, aux côtés de Valerio et Cristiano Fioravanti, Francesca Mambro et Dario Mariani, il participa au groupe qui tua Francesco Mangiameli, le dirigeant sicilien de Terza Posizione, accusé par les NAR d'avoir gardé l'argent pour mener à bien le projet d'évasion de Pierluigi Concutelli et également (selon Valerio Fioravanti) d’avoir exprimé à plusieurs reprises des jugements négatifs sur Giorgio Vale, simplement parce qu’il est un mulâtre. Attiré par le groupe dans une embuscade, Mangiameli a d'abord été tué, puis ballasté et jeté dans un lac artificiel de la banlieue sud de Rome, avant de refaire surface et d'être découvert le lendemain par la police. Toujours en septembre 1980, à la suite de dizaines de mandats d'arrêt contre des militants d'extrême droite (dont une quarantaine de membres de Terza Posizione), ordonnés par la magistrature d'enquêter sur le massacre perpétré à la gare de Bologne et la fuite consécutive des principaux dirigeants à l'étranger, Vale, qui n'était pas encore majeure, devint en fait le directeur de Terza Posizione, continuant ainsi son militantisme en tant que service rendu aux deux groupes, puis devenant, après l'arrestation de Valerio Fioravanti, qui s’est déroulé à Padoue le soir du 5 février 1981, sera à tous égards un membre à temps plein des NAR dans la phase finale du groupe qui, entre vengeance interne et projets d’évasion pour les camarades emprisonnés, durera encore deux ans.
Il sera presque toujours présent dans les actions du groupe, en particulier dans les vendettas et les comptes de règlement dans l'environnement du droit subversif contre les traîtres et les informateurs. En fait, c'est lui qui a tué Giuseppe De Luca, pris à la maison sous la douche, le 31 juillet 1981, et tué parce qu'il était accusé par le groupe d'être un escroc. Le 30 septembre de la même année, il a également participé au meurtre de Marco Pizzari, tué par trois coups de feu, près de la Piazza Medaglie d'Oro, à Rome.
Le 21 octobre 1981, par contre, il faisait partie du commando avec Alessandro Alibrandi, Gilberto Cavallini, Francesca Mambro et Walter Sordi, qui, près d'Acilia, avaient tué le capitaine Digos, Francesco Straullu, dans une embuscade contre l'agent Ciriaco Di Roma, qui a coordonné de nombreuses enquêtes sur les groupes d'extrême droite et donc mal vus dans les cercles néo-fascistes.
La dernière action à laquelle il participe, quelques jours avant sa mort, est un vol qualifié commis à la Banca Nazionale del Lavoro sur la Piazza Irnerio à Rome, le 5 mars 1982. Au cours de la fusillade avec la police, à la sortie des militants armés de la banque, Alessandro Caravillani, un élève de 17 ans du Lycée Art, est mort frappé d'une balle dans la tête alors qu'il passait pour aller à l'école. Après l’action, Francesca Mambro, grièvement blessée, sera abandonnée aux urgences de l’hôpital Santo Spirito et arrêtée par les agents.

### Mort
Après l’arrestation de Francesca Mambro, la police a alors décidé de resserrer définitivement le cercle autour des NAR qui, avec l’arrestation des frères Fioravanti et la mort d’Alessandro Alibrandi (tombé en fusillade avec la police), est pratiquement décimé du groupe dit "historique".
Pendant qu'ils se promenaient devant un atelier de carrosserie à Morena, une banlieue de la banlieue romaine, les hommes du Digos ont réussi à intercepter deux avant-gardistes (membres d'Avanguardia Nazionale), Luigi Sortino et Pasquale Consalvi, qui se sont dirigés vers un appartement appartenant à ce dernier, via Decio Mure 43, Al Quadraro, ils découvrent que Giorgio Vale se cache dans cette maison.
Le 5 mai 1982 à 11 h 30, la police a décidé de perquisitionner l'appartement au cours duquel le militant armé âgé de vingt ans a été tué. Selon une première reconstitution des faits, il y aurait eu un échange de coups de feu entre la police et Vale. Dans l'appartement où il a été barricadé, des centaines de coups provenant des armes fournies aux responsables de Digos ont été retrouvés mais, d'après les résultats de l'autopsie, il a été établi que Giorgio Vale était mort d'une seule balle. Au départ, on a également parlé de suicide et, dans le communiqué officiel de la police, il a été souligné que, se sentant traqué, il aurait décidé de mettre fin à ses jours avec un dernier geste extrême, mais les contrôles ultérieurs au gant de paraffine sous la surveillance de la police scientifique, ils ont établi que Giorgio Vale n'avait pas tiré.